# عمار عمور
عمار عمور أو «عميرة» كما يطلق عليه عشاقه، لاعب كرة قدم جزائري دولي ولد في 10 سبتمبر 1976 بمدينة عين الحجل بولاية المسيلة، ترعرع في بيت جل أفراده من ممارسي كرة القدم، يلعب كصانع ألعاب كما أنه يجيد اللعب في شتى المناصب الأمامية حيث كان في بدايته كقلب هجوم.

## مسيرته الرياضية
منذ الصغر ظهرت موهبته حيث لعب لفريق الأواسط بمدينته عين الحجل كما لعب إلى اتحاد سيدي عامر ولعب بعدها مع فريق الأكابر لعين الحجل مع انه كان لاعبا ي الأواسط (رخصة الأواسط) وذلك ما بين 1994 / 1996.
لعب لأواسط مولودية الجزائر لموسمين ليتم ترقيته لفريق الاكابر وذلك ما بين 1996/ 1998. ليلعب بعدها لنادي سريع المحمدية لمدة عامين مابن 2000/1998 وانتقل إلى جمعية وهران في عام 2000 ليلعب له إلى غاية 20012 ولكن نجمه سطع على الكرة الجزائرية في عام 2002 حينما امضى لفريق اتحاد العاصمة الذي أبدع عمور معه وترك بصمته بل إنه يقول أن أفضل ذكرى له هي مع اتحاد العاصمة حيث نال معه الدوري الجزائري وكأس الجزائر وأفضل من ذلك نيله جائزة أفضل لاعب كرة قدم جزائري في موسم 2003/2002 وقضى مع الاتحاد 7 سنوات
انتقل لأهلي البرج ولعب معه قبل أن ينتقل إلى مولودية الجزائر ويلعب معه ولكنه حاليا يلعب شباب بلوزداد وهو مرتاح جدا قدم موسما رائعا لعب جل مبارياته أساسيا

## قصته والمنتخب الوطني
لم يعط حقه على حد قول عمور حيث انه لعب في التصفيات المؤهلة لأمم أفريقيا بتونس وكان قد سجل هذف الفوز على أوغندا ولكنه استغرب عندما صرح سعدان أثناء قيادته للخصر بتونس وقال بأن عمور مصاب ولايستطيع اللعب وهذا ما انكره اللاعب والذي قال بأنها كات مجرد إصابة طفيفة. ولعب أيضا مع المنتخب الوطني الجزائري مباريات ودية منها مباراة الصين وبلجيكا. كما عاد وقاد المنتخب المحلي في التصفيات الأفريقية وسجل ثلاث أهداف.

## وصلات خارجية
- هذه المقالة غير مرتبط بويكي بيانات